# Parafia Podwyższenia Krzyża Świętego w Nawojowej Górze
Parafia Podwyższenia Krzyża Świętego w Nawojowej Górze – rzymskokatolicka parafia znajdująca się w archidiecezji krakowskiej, w dekanacie Krzeszowice, w Polsce. 
W 1982 r. kardynał Franciszek Macharski erygował parafię w Nawojowej Górze, która do tej pory należała do parafii w Rudawie. W 1983 r. poświęcił nowy kościół (budowany przez ks. Władysława Kuczaja od 1979 r.). 

## Proboszczowie
- ks. Władysław Kuczaj[1]
- ks. Janusz Kosowski (2003–2019)[1]
- ks. Włodzimierz Szumiec (2019– )[1]